# Buyi
De Buyi (Buyi: Buxqyaix; Chinees: 布依族; pinyin: Bùyīzú; Vietnamees: Người Bố Y) zijn een zogenaamd 'minderheidsvolk' (shaoshu minzu) in China en worden dan ook erkend door de Chinese overheid als een van de 56 officieel erkende etnische groepen in China. Ook in Vietnam wordt de groep erkend als officiële minderheid. Alhoewel ze apart worden erkend door de overheden, beschouwen ze zichzelf als onderdeel van de Zhuang, de grootste minderheid in China.

## Leefgebied
In de provincie Guizhou wonen veel Buyi, en daarnaast ook in delen van de provincies Yunnan en Sichuan. Ze leven voornamelijk in de sub-tropische hooggelegen wouden.

## Taal
De Buyi spreken een Tai-taal, eveneens genaamd het Buyi. De taal vormt een dialect continuüm met het Zhuang, dat zeer nauw verwant is. Als schrijfvorm wordt sinds de jaren 50 een aangepaste vorm van het Latijnse alfabet gebruikt.

## Religie
De Buyi doen veel een Chinese volksreligie, zoals verering van Pangu. Ook de voorouderverering is zeer belangrijk.
Achang · Akha · Bai · Baima · Blang (Bulong) · Bonan · Buyi · Dai · Daur · De'ang · Dong · Dongxiang · Drung · Evenken · Gaoshan (Taiwanese aboriginals) · Gelao · Gin (Vietnamezen) · Han · Hani · Hlai (Li) · Hui · Jingpo · Jino · Kazachen · Kirgiezen · Koreanen · Lahu · Lhoba · Lisu · Mantsjoes · Maonan · Miao (Hmong) · Mongolen · Monpa (Menba) · Mulam (Mulao) · Nanai (Hezhe) · Naxi · Nu · Oeigoeren · Oezbeken · Oroqen · Pumi · Qiang · Russen · Salar · She · Sui · Tadzjieken · Tataren · Tibetanen (Zang) · Tu · Tujia · Wa (Va) · Yao · Yi · Yugur · Xibe · Zhuang